# Simo Life
 (février 2024).
L'article doit être relu — et modifié si nécessaire — par des contributeurs indépendants pour apporter un regard critique aux contributions effectuées en violation des conditions d'utilisation de Wikipédia, tant sur la forme (notamment concernant le style encyclopédique, la proportionnalité) que sur le fond (la neutralité de point de vue, la qualité et l'indépendance des sources).
 (février 2024).
Mohamed Baabit  (en arabe : محمد بعبيت ; né le 28 août 1988 à khemisset, Maroc) également connu sous le nom de Simo Life est un homme d'affaires marocain, conseiller en marketing électronique et commerce électronique,. Il est le fondateur et PDG de Youcan.shop, une plateforme de boutiques en ligne.
La Société nationale de radiodiffusion et de télévision le présente comme un pionnier du commerce en ligne au Maroc.

## Carrière
Le 24 mai 2021, il a remporté le prix du meilleur influenceur    de marketing numérique au monde avec ses partenaires du projet C.O.D Network, lors de la conférence Affiliate Grand Slam qui s'est tenue aux Émirats arabes unis,.Le 19 mars 2020, Simo Life a annoncé qu'il faisait un don de 100 000 dollars américains (équivalent à 100 millions de centimes marocains) au Fonds spécial de gestion de la pandémie de Covid-19, créé en application des directives du roi Mohammed VI,.

## Youcan
Simo Life crée la plate-forme de commerce électronique Youcan.